# Sinoxylodes curtulus
Sinoxylodes curtulus is een keversoort uit de familie boorkevers (Bostrichidae). De wetenschappelijke naam van de soort is voor het eerst geldig gepubliceerd in 1847 door Lrichson.